# Guldfågeln Arena
De Guldfågeln Arena is een voetbalstadion in het Zweedse Kalmar. Het stadion is de thuishaven van Kalmar FF dat uitkomt in de Allsvenskan. Het stadion ligt in het grondgebied dat bekendstaat als Bilen. Het ligt in het noordwesten van Kalmar. Het stadion opende op 15 maart 2011 zijn deuren voor het publiek.
Het stadion heeft een capaciteit van 12.000 toeschouwers. De grasmat is een zogenaamde Grassmaster, een speelveld dat voor een groot deel uit natuurlijk gras bestaat, maar waarin twee tot zeven procent kunstgras verweven is. Naast het voetbalveld in het stadion, liggen er om de arena ook nog drie velden die als trainingsvelden worden gebruikt.
De Guldfågeln Arena heeft rond de 250 miljoen Zweedse kronen gekost en is gefinancierd door Kalmar FF, Kalmar Municipality en vastgoedbedrijf Sveafastigheter. De Guldfågeln Arena heeft Fredriksskans vervangen als thuisbasis van Kalmar FF. Vanaf het seizoen 2022 speelt ook de hoofdmacht van vrouwenvoetbalclub IFK Kalmar in het stadion. 